# Ablennes hians
El agujón sable es la especie Ablennes hians, también llamado sauro atlántico, aguja corbata (en Ecuador), agujón común (en Cuba, Puerto Rico y República Dominicana), marao machete (en Venezuela) y guama o tijerillas (en Puerto Rico), la única especie del género Ablennes, un pez marino de la familia belónidos, especie cosmopolita distribuida ampliamente por aguas tropicales y templadas de todos los océanos, el mar Caribe y el golfo de México.

## Importancia para el hombre
Es pescado para su comercialización en los mercados, en los que alcanza un precio muy alto, así como también es muy usado para la pesca deportiva debido a su gran tamaño.
Normalmente es pescado con ayuda de luces artificiales por la noche. Se encuentra en los mercados fresco, salado, ahumado o congelado.

## Anatomía
Tienen el cuerpo fuertemente comprimido lateralmente, siendo su longitud máxima normal de unos 70 cm, aunque se han descrito tamaños máximos pescados con caña de hasta 140 cm. No tiene espinas en las aletas, con numerosos y largos radios blandos; el color del dorso es azulado oscuro y blanco plateado ventralmente, con manchas oscuras en mitad del cuerpo en forma de unas 12 a 14 barras verticales. La parte anterior de las aletas tanto dorsal como anal presenta unos lóbulos muy falcados, con aletas pectorales también muy falcadas.

## Hábitat y biología
Es una especie oceanódroma marina que suele estar siempre asociada a arrecifes, siempre en aguas muy superficiales y cercanas a las islas, preferentemente en aguas subtropicales. Se ha encontrado también en estuarios de río, a menudo formando cardumen. Se alimenta principalmente como depredador de peces más pequeños.